# Robo de salarios
El robo de salarios es la denegación del salario o de los complementos salariales de un empleado por parte del empleador. Guarda una estrecha relación con el concepto más amplio de explotación laboral: todo robo de salarios es explotación laboral, pero no toda explotación laboral implica robo de salarios.
Las maneras más habituales de efectuar este robo son: no pagar las horas realmente trabajadas, no pagar las horas extra, no pagar el salario mínimo, no pagar según la categoría real del empleado, descuentos indebidos en la paga, obligar a trabajar fuera del horario acordado en el contrato, obligar a trabajar en vacaciones o en las pausas para la comida, o no pagar en absoluto.
Según algunos estudios, el robo de salarios es común en Estados Unidos, particularmente con los trabajadores inmigrantes de sueldo bajo, ya estén en situación regular o irregular. El Instituto de Política Económica informó en 2014 de que las encuestas realizadas a trabajadores sugieren que el robo de salarios les cuesta en EE. UU. miles de millones de dólares al año. El robo de salarios viola algunos derechos garantizados a los trabajadores en Estados Unidos por la Ley de Estándares de Trabajo Justo (FLSA) de 1938.
En España en 2016 el 56 % de las horas extra no se paga.
En el Reino Unido, según la ONG Consejo Ciudadano (Citizen Advice) las quejas por robo de salarios casi se doblaron en 2015 respecto al año anterior, llegando a las 9 000.

## Formas

### Horas extra

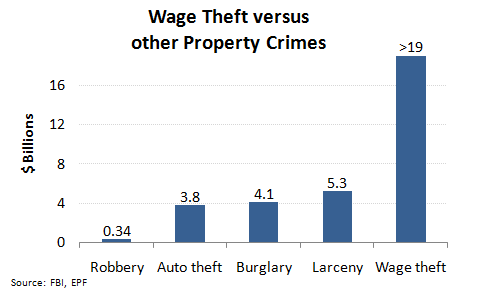
Robo de salarios comparado con otros delitos contra la propiedad (robo a personas, robo de automóviles, robo en viviendas y hurto) en los Estados Unidos en términos de pérdida anual total (miles de millones de dólares).

De acuerdo con la FLSA, salvo que estén exentos, los empleados tienen derecho a recibir pago por horas extra, a un precio de vez y media la hora normal, para todas las horas trabajadas que excedan de 40 semanales. Algunas exenciones a esta regla se aplican a agencias de servicio público o a empleados que cumplen ciertos requisitos según sus deberes laborales junto con un salario no inferior a 455 dólares semanales. A pesar de la normativa hoy hay muchos empleados a quienes no les pagan las horas extra. Un estudio de 2009 de trabajadores en Estados Unidos halló que en 12 ocupaciones más de la mitad de los trabajadores encuestados declararon que no les pagaban las horas extra: cuidadores de niños (90,2 % de denegación de pago), empleados de oficinas y almacenes (86 %), cuidado de salud a domicilio (82,7 %), trabajadores del sector estético, tintorerías y reparaciones general (81,9 %), lavadores de coches y encargados de aparcamiento (77,9 %), camareros, trabajadores de cafeterías y bares (77,9 %), vendedores al por menor (76,2 %), conserjes y peones (71,2 %), trabajadores del vestido (69,9 %), cocineros y lavaplatos (67,8 %), trabajadores de la construcción (66,1 %) y cajeros (58,8 %).
El Instituto Nacional de Estadística de España publica regularmente los datos de las horas extra pagadas y no pagadas. Desde 2010 ascienden a unos 6 millones de horas semanales y desde 2012 hasta 2016 las no pagadas superan a las pagadas. Si se contrataran trabajadores para realizar esas horas que no se pagan se podrían crear 156 000 empleos. Este robo no solo perjudica a los trabajadores directamente afectados, sino a toda la sociedad, porque un porcentaje del dinero que el patrono abona en sueldos va a la Seguridad Social para pagar las pensiones de los trabajadores jubilados. El robo de salarios obliga a pagar pensiones más bajas o subir los impuestos.

### Salario mínimo
En 2009, la reforma fijó el nuevo salario mínimo federal de EE. UU. en 7,25 dólares por hora trabajada. Algunos estados tienen legislación que establece un salario mínimo estatal. En el caso de que un empleado esté sujeto a ambos salarios mínimos, federal y estatal, tiene derecho al mayor de ellos. Para los empleados cuyos ingresos dependen en buena parte de las propinas, solo se requiere que el patrono les abone 2,13 dólares/hora siempre que este fijo más el variable de las propinas sumen el sueldo mínimo federal o más. El salario mínimo está vigilado por la Oficina de Salarios y Horarios (WHD) del Departamento de Trabajo estadounidense. La WHD es contactada por unas 25 000 personas anualmente debido a preocupaciones y vulneraciones del salario mínimo. Una forma común de robo de salario para los empleados de propinas es no recibir ninguna paga estándar (2,13 $/hora), aunque sí las propinas.

### Asignación al empleado de una categoría incorrecta
Asignar a los empleados categorías profesionales incorrectas es una vulneración de la normativa que los vuelve muy vulnerables a otras formas de robo de salario. Bajo la FLSA, los contratistas independientes (autónomos) no reciben la misma protección que un empleado para ciertos complementos. La diferencia entre las dos clasificaciones depende de la permanencia de la ocupación, oportunidad para beneficio y pérdida, y del nivel de autoempleo del trabajador junto con su grado de control. Un contratista independiente no tiene derecho a salario mínimo, horas extras, seguro, protección, u otros derechos de los empleados. A veces se intentan camuflar empleados normales como contratistas independientes.
La clasificación incorrecta de los empleados en Estados Unidos está muy extendida. En el estado de Nueva York, por ejemplo, un estudio de 2007 halló que aproximadamente 704 785 trabajadores, o el 10,3 % del personal del sector privado del estado, era incorrectamente clasificado cada año. Para las industrias cubiertas por el estudio, los salarios sujetos al impuesto de seguro de paro y no comunicados debido a esta clasificación incorrecta ascendieron a un promedio de 4,3 millardos de dólares anuales. El impuesto de seguro del paro que por ello estas industrias dejaron indebidamente de pagar fue de 176 millones de dólares.
En España la Inspección de Trabajo ha detectado 2372 casos entre 2012 y 2015 de falsos autónomos (personas que trabajan, con un contrato mercantil, para una sola empresa, aunque sus condiciones laborales efectivas sean las mismas que las de algún empleado de dicha empresa). Mientras estén trabajando así, estas personas no generan derecho a pensión ni a seguro de paro, pueden ser despedidas en cualquier momento sin ninguna indemnización e incluso, si la empresa entra en suspensión de pagos o concurso de acreedores, no tienen derecho a que el Fondo de Garantía Salarial (FOGASA) les abone lo que la empresa les debía. Muchas se hartan de su injusta situación, la denuncian a los tribunales y obtienen sentencias favorables, aunque después de un tiempo. Otras se callan por miedo.

### Deducciones ilegales
Algunos empleados son víctimas de robo de sueldo a través de deducciones ilegales. En el ámbito laboral se emplean artimañas que van desde las triviales a las muy elaboradas para dar apariencia de validez a estas deducciones. Cualquier deducción que sitúa el salario de un empleado por debajo del salario mínimo es también ilegal.
En muchos estados de EE. UU., se requiere que los empresarios proporcionen a los empleados la documentación sobre las deducciones junto con sus ingresos. La no emisión de esta documentación es generalmente prevalente allí donde se practica el robo de salarios.

### Plantilla indebida de trabajadores temporales
La Organización Internacional del Trabajo calcula que los empleados temporales ganan hasta un 30 % menos que los fijos. Por tanto, a un patrono tramposo le interesa colocar a trabajadores temporales en puestos de fijos, para así pagarles menos.
Durante el verano de 2016 la Inspección de Trabajo española realizó una campaña (de la que se había avisado previamente, por lo que antes del aviso la situación sería presumiblemente peor) en la que descubrió que el 36,5 % de los contratos temporales (eventuales) en Baleares era fraudulento. Como resultado de la actuación de 32 inspectores, 5500 trabajadores han visto mejoradas sus condiciones de trabajo y 3381 han visto convertirse su contrato temporal en indefinido. Asimismo se halló que en un 17 % de los contratos a tiempo parcial no se respetaba el horario fijado en el contrato.

### Robo de todo el salario
La forma más descarada de robo de salario para un empleado es que no le paguen por el trabajo realizado. Un empleado al que, sin pagarle debidamente, se le pide que trabaje horas extra, durante los descansos, o al que se le hace venir antes de que empiece el horario fijado en su contrato, o marcharse después de que termine, está siendo víctima de un robo de salario. Se pone a veces la excusa de que se desplaza una pausa para la comida pagada sin garantizar que luego se disfrutará de dicha pausa. En los casos más extremos, los empleados informan de que no reciben nada. En algunos casos, el estado legal de los trabajadores permite a los empresarios retener su paga sin miedo a arrostrar ninguna consecuencia.

### Otras formas
Presionar a los trabajadores que sufren algún accidente laboral para que no cumplan su obligación de informar a la Inspección de Trabajo y tengan derecho a cobrar pensión por incapacidad temporal consigue frecuentemente su objetivo. Los empleados son a menudo amenazados con despedirlos o llamar a inmigración (para que los deporten) si se quejan o piden indemnización. A menudo se niega a los trabajadores las vacaciones a las que han adquirido derecho, o el tiempo para resolver asuntos personales, o la baja por enfermedad. Que una empresa tenga, a propósito, menos personal del que necesitaría (infradotación) es otra forma de robo de salario. Mientras los trabajadores pueden ser compensados dentro de las directrices de la FLSA, se ven forzados a completar una tarea diseñada para una plantilla mayor.
En Australia, otra forma de robo de salario es que el empresario no pague la contribución mínima obligatoria al fondo de pensiones de los empleados (superannuation). Entre 2009 y 2013 la Agencia Tributaria australiana recuperó 1300 millones de dólares australianos por contribuciones mínimas no pagadas, lo cual se estima que solo es una porción pequeña del total no pagado.

## Incidencia
| Vulneración | Porcentaje de todos los trabajadores encuestados | Porcentaje de trabajadores en riesgo de vulneración |
| --- | ------------------------------------------------ | --------------------------------------------------- |
| Vulneración del salario mínimo | 25,9 %                                           | 25,9 %                                              |
| Vulneración de las horas extra | 19,1 %                                           | 76,3 %                                              |
| Vulneración del horario de trabajo acordado | 16,9 %                                           | 70,1 %                                              |
| Vulneración de pausas para la comida | 58,3 %                                           | 69,5 %                                              |
| El trabajador estuvo sometido a una deducción ilegal en su paga                                                                                                  | 4,7 %                                            | 40,5 %                                              |
| Las propinas fueron robadas por el empresario o supervisor | 1,6 %                                            | 12,2 %                                              |
| - Vulneración ocurrida en la semana anterior al trabajador que es encuestado. - Los resultados se basaron en una encuesta a 4387 trabajadores de bajos salarios. |                                                  |                                                     |

Un estudio de 2009 basado en entrevistas a 4 000 trabajadores de sueldo bajo realizadas durante 2008 en Chicago, Los Ángeles y Nueva York halló que el robo de salario a los trabajadores de sueldo bajo en grandes ciudades de Estados Unidos era severo y generalizado. La incidencia variaba con el tipo de trabajo y empleado. Un 68 % de los trabajadores encuestados experimentaron al menos una vulneración de sus derechos salariales en la semana con anterioridad a la encuesta. De media los trabajadores en las tres ciudades perdieron cada año un total de 2634 dólares debido a estas vulneraciones. Con unos ingresos medios de 17 616 dólares, esto se traduce en un robo de sueldo del 15 % de los ingresos. Extrapolando estas cifras, todos los trabajadores de sueldo bajo en Chicago, Los Ángeles, y Nueva York habrían perdido en 2008 más de 2900 millones de dólares por estas vulneraciones. A nivel nacional, se estima que se deja de pagar a los trabajadores al menos 19 000 millones de dólares anuales por horas extra y que en los EE. UU. se pierde un total de 40 000 a 60 000 millones de dólares debido a todas las formas de robo de salario. Compárese con pérdidas anuales nacionales de 340 millones de dólares por robos a personas, 4100 millones por robos en viviendas, 5300 millones por hurtos, y 3800 millones por robo de coches en 2012. De media el importe del robo de salarios más que triplica la suma de los otros 4 tipos de robo.

### Trabajadores en riesgo
Los estudios han encontrado elevadas tasas de robo de salarios en mercados que emplean a mujeres y a poblaciones nacidas en el extranjero. Dentro de estas últimas las mujeres tienen mucho más riesgo de padecer alguna forma de robo de salario que sus colegas masculinos. Los trabajadores indocumentados o inmigrantes sin autorización padecen los riesgos más altos. El nivel educativo, un tiempo prolongado realizando el trabajo y la fluidez en inglés demostraron ser factores protectores para los empleados. Las tres variables redujeron la probabilidad de robo de salarios entre quienes las presentaban. Las empresas donde se pagaba una tarifa plana semanal, o en metálico, padecían una mayor incidencia de robos de salario. También los pequeños negocios con menos de 100 empleados respecto a las compañías más grandes. En un estudio hecho en Los Ángeles se halló que la manufactura, los servicios de reparación y el servicio doméstico padecían el mayor riesgo. El cuidado de la salud a domicilio, la educación y la construcción presentaban los niveles más bajos de robo de salarios. Los restaurantes, tiendas de alimentación, ventas al por menor y almacenes estaban en la media.

### Ejemplos contemporáneos
En noviembre de 2011 la Asociación de Trabajadores de Almacenes ayudó a empleados de Wal-Mart a presentar su cuarta demanda colectiva contra esta compañía. Aunque Wal-Mart no estaba acusada directamente, se alegaba que había creado una cultura de robo de salario en las empresas con las que trabajaba. La primera demanda se presentó en 2009. Los trabajadores alegaban que una custodia deficiente de sus datos y la ruptura de promesas los habían llevado a recibir menos del salario mínimo. Wal-Mart negaba a los trabajadores las vacaciones pagadas que les prometía al contratarlos.
En un informe publicado el 26 de noviembre de 2011, una organización del Condado de Palm Beach, Gente Comprometida en Esfuerzos Comunitarios Activos (PEACE por sus siglas en inglés, que en ese idioma también son las letras de la palabra paz) envió postales a ejecutivos de Macy's y Bealls como forma de protesta. La Federación de Venta al por Menor de Florida (a la que pertenecían estas dos cadenas de tiendas) había propuesto poco antes una ley que bloqueaba una ordenanza contra el robo de salarios. Esta ordenanza pretendía crear un sistema que aceleraría la investigación y procesamiento de las notificaciones de robo de salarios.
Un estudio de 2012 del Proyecto de Política de Iowa calculó que patronos tramposos defraudaban a los trabajadores de ese estado unos 600 millones de dólares anualmente en salarios. Los senadores del estado Tony Bisignano, demócrata de Des Moines, y William Dotzler, demócrata de Waterloo (Iowa) propusieron una ley para reforzar el cumplimiento de la normativa salarial en enero de 2015, «porque las leyes de Iowa contra el robo de salarios son tan débiles que es imposible hacerlas cumplir». La Asociación de Negocios e Industrias de Iowa se opuso a esta ley, aduciendo que, en su lugar, se debía poner el foco en el cumplimiento.
En 2009 el Departamento de Justicia de los Estados Unidos investigó los acuerdos para no tentar a trabajadores de la competencia a los que desde 2005 habían llegado compañías de alta tecnología como Apple, Google, Adobe y otras. Se estima que dichos acuerdos habían hecho bajar los salarios de 100 000 ingenieros técnicos unos 9 millardos de dólares.
Un cártel de robo de salarios en los estudios de animación por ordenador, que empezó a mediados de la década de 1990, no se descubrió hasta 2014, y fue a juicio en 2015. Involucraba a Pixar, Walt Disney, LucasFilm, DreamWorks, Sony, ImageMovers, Digital y Blue Sky Studios. Los jefes de los departamentos de recursos humanos y sus reclutadores se reunían se reunían secretamente cada año, acordaban no contratar al personal de los otros estudios, y privaban a los empleados de salarios más elevados.

## Elementos para hacer cumplir la normativa contra el robo de salarios

### Documentación
En Estados Unidos, la Ley de Estándares de Trabajo Justo (FLSA por sus siglas en inglés) obliga a los empleados a guardar datos detallados sobre la identidad de los trabajadores y las horas trabajadas para todos los trabajadores protegidos por las leyes federales de salario mínimo. La mayoría de los estados obligan a que los patronos den a cada trabajador la documentación de cada período de paga con detalles sobre las horas trabajadas, el salario y las deducciones. A septiembre de 2011 Arkansas, Florida, Louisiana, Misisipi, Nebraska, South Dakota, Tennessee and Virginia no requerían esta documentación. Una encuesta hecha en 2008 entre trabajadores de Illinois, Nueva York y California halló que el 57 % de los trabajadores de bajos salarios no recibían esta documentación y que los trabajadores a los que se pagaba en metálico o mediante una tarifa semanal eran más propensos a sufrir robo de salarios. Pruebas anecdóticas sugieren que el robo de propinas, que es un asunto legalmente complejo, distinto del robo de salarios y no necesariamente bajo el control de las mismas leyes que regulan el pago de salarios, puede ser común también en empresas donde el patrón no cumple la ley en lo que se refiere a guardar los datos de los empleados.

### Castigos y sanciones
Cuando la Oficina de Salarios y Horarios (WHD) recibe informes de infracciones, trabaja para asegurar que los empresarios cambian sus prácticas laborales y pagan a los trabajadores los salarios que les deben. Quienes infringen a sabiendas estas normas pueden afrontar multas de hasta 10 000 dólares en su primera condena y prisión en las siguientes. Respecto a la explotación infantil, el patrono puede afrontar multas de hasta 11 000 dólares por cada menor. En 2012 la WHD consiguió que se pagaran 200 millones de dólares en salarios a 308 000 trabajadores. En 2014 hay 1 100 investigadores federales para 135 millones de trabajadores en más de 7 millones de empresas. La ratio de inspectores de trabajo/número de trabajadores se ha reducido a la décima parte desde la entrada en vigor de la FLSA en 1941, cuando era de un inspector por cada 11 000 trabajadores. En 2014 es de un inspector cada 123 000 trabajadores.
En febrero de 2010 el Condado de Miami-Dade devino la primera jurisdicción de Estados Unidos en prohibir el robo de salarios con una ordenanza aprobada unánimemente por la comisión del condado. Antes de la ordenanza se tildó al robo de salarios de «la ola criminal de la que casi nadie habla».